# Leichtathletik-Weltmeisterschaften 2019/Teilnehmer (Polen)
| Gelbes Symbol für Goldmedaillen mit stilisierten Olympischen Ringen | Graues Symbol für Silbermedaillen mit stilisierten Olympischen Ringen | Braundes Symbol für Bronzemedaillen mit stilisierten Olympischen Ringen |
| ------------------------------------------------------------------- | --------------------------------------------------------------------- | ----------------------------------------------------------------------- |
| 1                                                                   | 2                                                                     | 3                                                                       |

Der Leichtathletikverband von Polen will an den Leichtathletik-Weltmeisterschaften 2019 in Doha teilnehmen. 45 Athletinnen und Athleten wurden im September vom polnischen Verband nominiert.

## Medaillengewinner
| Gold - Paweł Fajdek: Hammerwurf | Silber - Joanna Fiodorow: Hammerwurf - Iga Baumgart-Witan Patrycja Wyciszkiewicz Małgorzata Hołub-Kowalik Justyna Święty-Ersetic im Vorlauf außerdem: Anna Kiełbasińska: 4 × 400 m | Bronze - Piotr Lisek: Stabhochsprung - Wojciech Nowicki: Hammerwurf - Marcin Lewandowski: 1500 m |

## Ergebnisse

### Frauen

#### Laufdisziplinen
| Athletin | Disziplin        | Vorlauf     | Vorlauf | Halbfinale  | Halbfinale | Finale         | Finale |
| Athletin | Disziplin        | Zeit        | Platz   | Zeit        | Platz      | Zeit           | Platz  |
| --- | ---------------- | ----------- | ------- | ----------- | ---------- | -------------- | ------ |
| Ewa Swoboda | 100 m            | 11,29 s     | 21      | 11,27 s     | 16         | DNQ            | DNQ    |
| Iga Baumgart-Witan | 400 m            | 51,34 s     | 11      | 51,02 s PB  | 08         | 51,29 s        | 8      |
| Anna Kiełbasińska | 400 m            | 52,25 s     | 34      | DNQ         | DNQ        | –              | –      |
| Justyna Święty-Ersetic | 400 m            | 51,34 s     | 11      | 50,96 s     | 07         | 50,95 s        | 7      |
| Anna Sabat | 800 m            | 2:02,43 min | 15      | 2:04,00 min | 21         | DNQ            | DNQ    |
| Karolina Kołeczek | 100 m Hürden     | 12,78 s     | 09      | 12,86 s     | 12         | DNQ            | DNQ    |
| Joanna Linkiewicz | 400 m Hürden     | 55,97 s     | 20      | 55,38 s SB  | 14         | DNQ            | DNQ    |
| Alicja Konieczek | 3000 m Hindernis | 9:44,96 min | 28      |             |            | DNQ            | DNQ    |
| Katarzyna Zdziebło | 20 km Gehen      |             |         |             |            | 1:38:44 h      | 21     |
| - Iga Baumgart-Witan (Finale) - Małgorzata Hołub-Kowalik - Anna Kiełbasińska (Vorlauf) - Justyna Święty-Ersetic - Patrycja Wyciszkiewicz nicht auf Startlisten: - Aleksandra Gaworska - Joanna Linkiewicz | 4 × 400 m        | 3:25,78 min | 4       |             |            | 3:21,89 min NR | Silber |

#### Sprung/Wurf
| Athletin         | Disziplin   | Qualifikation | Qualifikation | Finale     | Finale |
| Athletin         | Disziplin   | Weite/Höhe    | Platz         | Weite/Höhe | Platz  |
| ---------------- | ----------- | ------------- | ------------- | ---------- | ------ |
| Kamila Lićwinko  | Hochsprung  | 01,94 m       | 07            | 1,98 m SB  | 05     |
| Paulina Guba     | Kugelstoßen | 18,04 m       | 12            | 18,02 m    | 10     |
| Klaudia Kardasz  | Kugelstoßen | 17,79 m       | 15            | DNQ        | DNQ    |
| Daria Zabawska   | Diskuswurf  | 57,05 m       | 22            | DNQ        | DNQ    |
| Joanna Fiodorow  | Hammerwurf  | 73,39 m       | 03            | 76,35 m PB | Silber |
| Malwina Kopron   | Hammerwurf  | 70,46 m       | 13            | DNQ        | DNQ    |
| Maria Andrejczyk | Speerwurf   | 57,68 m       | 22            | DNQ        | DNQ    |

### Männer

#### Laufdisziplinen
| Athlet             | Disziplin        | Vorlauf     | Vorlauf | Halbfinale  | Halbfinale | Finale         | Finale |
| Athlet             | Disziplin        | Zeit        | Platz   | Zeit        | Platz      | Zeit           | Platz  |
| ------------------ | ---------------- | ----------- | ------- | ----------- | ---------- | -------------- | ------ |
| Adam Kszczot       | 800 m            | 1:46,20 min | 21      | 1:45,22 min | 09         | DNQ            | DNQ    |
| Marcin Lewandowski | 1500 m           | 3:37,75 min | 20      | 3:36,50 min | 01         | 3:31,46 min NR | Bronze |
| Damian Czykier     | 110 m Hürden     | DNS         | DNS     | –           | –          | –              | –      |
| Patryk Dobek       | 400 m Hürden     | 49,89 s     | 18      | 50,18 s     | 22         | DNQ            | DNQ    |
| Krystian Zalewski  | 3000 m Hindernis | 8:51,79 min | 43      |             |            | DNQ            | DNQ    |
| Dawid Tomala       | 20 km Gehen      |             |         |             |            | 1:38:15 h      | 32     |
| Rafał Augustyn     | 50 km Gehen      |             |         |             |            | 4:20:25 h      | 13     |
| Artur Brzozowski   | 50 km Gehen      |             |         |             |            | 4:30:17 h      | 22     |
| Rafał Sikora       | 50 km Gehen      |             |         |             |            | 4:50:08 h      | 28     |

#### Sprung/Wurf
| Athlet              | Disziplin      | Qualifikation | Qualifikation | Finale     | Finale |
| Athlet              | Disziplin      | Weite/Höhe    | Platz         | Weite/Höhe | Platz  |
| ------------------- | -------------- | ------------- | ------------- | ---------- | ------ |
| Piotr Lisek         | Stabhochsprung | 5,75 m        | 01            | 5,87 m     | Bronze |
| Robert Sobera       | Stabhochsprung | 5,60 m        | 24            | DNQ        | DNQ    |
| Paweł Wojciechowski | Stabhochsprung | 5,70 m        | 13            | DNQ        | DNQ    |
| Konrad Bukowiecki   | Kugelstoßen    | 21,16 m       | 06            | 21,46 m    | 6      |
| Michał Haratyk      | Kugelstoßen    | 20,52 m       | 16            | DNQ        | DNQ    |
| Jakub Szyszkowski   | Kugelstoßen    | 20,55 m       | 15            | DNQ        | DNQ    |
| Piotr Małachowski   | Diskuswurf     | 62,20 m       | 17            | DNQ        | DNQ    |
| Bartłomiej Stój     | Diskuswurf     | 61,79 m       | 22            | DNQ        | DNQ    |
| Robert Urbanek      | Diskuswurf     | 61,78 m       | 23            | DNQ        | DNQ    |
| Paweł Fajdek        | Hammerwurf     | 79,24 m       | 01            | 80,50 m    | Gold   |
| Wojciech Nowicki    | Hammerwurf     | 77,89 m       | 02            | 77,69 m    | Bronze |
| Marcin Krukowski    | Speerwurf      | 82,44 m       | 11            | 80,56 m    | 7      |

#### Zehnkampf
| Athlet          | Disziplin | 100 m      | Weitsprung | Kugelstoßen | Hochsprung | 400 m   | 110 m Hürden | Diskuswurf | Stabhochsprung | Speerwurf | 1500 m      | Punkte | Platz |
| --------------- | --------- | ---------- | ---------- | ----------- | ---------- | ------- | ------------ | ---------- | -------------- | --------- | ----------- | ------ | ----- |
| Paweł Wiesiołek | Ergebnis  | 10,76 s SB | 7,02 m     | 15,26 m PB  | 1,96 m     | 49,37 s | 14,65 s      | 47,20 m    | 4,90 m PB      | 55,00 m   | 4:42,06 min | 8064   | 12    |
| Paweł Wiesiołek | Punkte    | 915        | 818        | 806         | 767        | 844     | 892          | 812        | 880            | 663       | 667         | 8064   | 12    |

### Mixed
| Athlet | Disziplin | Vorlauf     | Vorlauf | Halbfinale | Halbfinale | Finale         | Finale |
| Athlet | Disziplin | Zeit        | Platz   | Zeit       | Platz      | Zeit           | Platz  |
| --- | --------- | ----------- | ------- | ---------- | ---------- | -------------- | ------ |
| - Wiktor Suwara (m) - Anna Kiełbasińska (w) (Vorlauf) - Iga Baumgart-Witan (w) (Finale) - Małgorzata Hołub-Kowalik (w) - Rafał Omelko (m) nicht auf Startlisten: - Łukasz Krawczuk (m) - Jakub Krzewina (m) - Justyna Święty-Ersetic (w) | 4 × 400 m | 3:15,47 min | 5       |            |            | 3:12,33 min NR | 5      |